# Protepicorsia
Protepicorsia és un gènere d'arnes de la família Crambidae.

## Taxonomia
- Protepicorsia agraptalis (Dognin, 1903)
- Protepicorsia albipennis (Dognin, 1903)
- Protepicorsia bicolor Munroe, 1964
- Protepicorsia costalis (Dognin, 1903)
- Protepicorsia ectoxanthia (Hampson, 1899)
- Protepicorsia flavidalis (Hampson, 1913)
- Protepicorsia latimarginalis Munroe, 1964
- Protepicorsia maculifera Munroe, 1964
- Protepicorsia magnifovealis (Hampson, 1918)
- Protepicorsia pozuzoa Munroe, 1964
- Protepicorsia quincemila Munroe, 1978
- Protepicorsia sordida Munroe, 1978
- Protepicorsia thyriphora (Hampson, 1899)